# Fridolin Roth
Fridolin Roth (* 6. März 1839 in Breitenbach; † 16. Februar 1920 ebenda, katholisch, heimatberechtigt in Breitenbach) war ein Schweizer Politiker (Katholisch-Konservative).

## Leben
Fridolin Roth kam am 16. März 1839 in Breitenbach als Sohn des Landwirts und Oberamtmanns Josef Roth und der Maria Elisabeth geborene Spaar zur Welt. Roth belegte zwischen 1858 und 1861 ein Studium der Rechte in Bern und Heidelberg. Im Jahr 1866 absolvierte Roth das Examen als Anwalt und Notar.
In der Folge war er von 1871 bis 1896 als Amtsschreiber beschäftigt. Daran anschliessend war Roth bis 1917 als Oberamtmann von Dorneck-Thierstein tätig. Daneben gehörte er von 1886 bis 1920 dem Bankrat der Solothurner Kantonalbank an.
Er war verheiratet mit Juliana, der Tochter des Landwirts und Kantonsrats Johann Dietler. Fridolin Roth verstarb am 16. Februar 1920 drei Wochen vor Vollendung seines 81. Lebensjahres in Breitenbach.

## Politische Karriere
Fridolin Roth amtierte zunächst von 1869 bis 1871 als Kantonsrat. Darüber hinaus nahm er von 1888 bis 1890 Einsitz in den Nationalrat, in den er als erstes katholisch-konservatives Mitglied des Kantons Solothurn gewählt wurde. Zudem war er  1886 der erste konservative Politiker, der noch vom Kantonsrat in den Regierungsrat gewählt wurde. Die bisher allein regierenden Freisinnigen hatten den Konservativen infolge des Solothurner Bankkrachs von 1886 einen Sitz zugestanden. Fridolin Roth verzichtete jedoch auf diesen Sitz.